# Jan Dirk Heuff

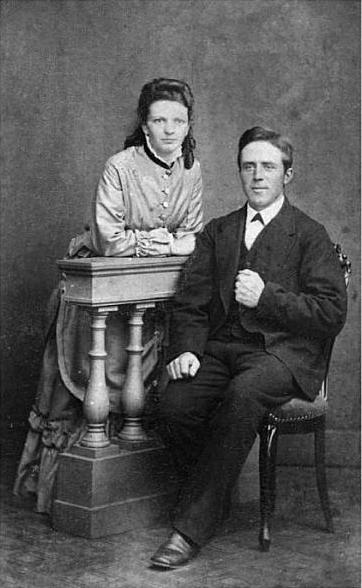
Het echtpaar Jan Dirk Heuff (1847-1918) en Aretta Gerarda Heuff-Heuff (1854-1932)

 Jan Dirk Heuff (Kerk-Avezaath, 22 december 1847 - Zoelen, 19 mei 1918) was een Nederlands lokaal bestuurder.

## Biografie
Jan Dirk Heuff was een zoon van Jan Heuff en Dirkje Heuff. Hij trouwde in 1877 met Aretta Gerarda Heuff, dochter van Jan Heuff Gz., gemeenteraadslid en poldermeester te Zoelen, en Clazina Maria Heij.
Heuff was landbouwer op huize Steurenburg te Zoelen. Van die gemeente was hij van 1892 tot 1901 gemeenteraadslid, van 1901 tot 1918 wethouder en in 1912 waarnemend burgemeester. Zijn grootvader Johan Adriaan Heuff was ook burgemeester van Zoelen geweest. Voorts bekleedde hij in Zoelen de functies van onderbrandmeester (1885-1890), poldermeester (1891-1918) en ouderling.